# Stany Delayre
Stany Delayre (ur. 26 października 1987 w Bergerac) – francuski wioślarz, wicemistrz świata oraz mistrz Europy.

## Osiągnięcia
- Mistrzostwa świata U-23 – Hazewinkel 2006 – czwórka podwójna wagi lekkiej – 6. miejsce.
- Mistrzostwa świata U-23 – Glasgow 2007 – czwórka podwójna wagi lekkiej – 2. miejsce.
- Mistrzostwa świata – Poznań 2009 – czwórka podwójna wagi lekkiej – 4. miejsce.
- Mistrzostwa świata – Karapiro 2010 – czwórka podwójna wagi lekkiej – 2. miejsce
- Mistrzostwa Europy – Montemor-o-Velho 2010 – czwórka podwójna wagi lekkiej – 3. miejsce.
- Mistrzostwa Europy – Sewilla 2013 – dwójka podwójna wagi lekkiej – 1. miejsce
- Mistrzostwa Europy – Belgrad 2014 – dwójka podwójna wagi lekkiej – 1. miejsce
- Mistrzostwa świata – Amsterdam 2014 – dwójka podwójna wagi lekkiej – 2. miejsce